# 荷属马六甲
荷属马六甲（1641年－1825年），是马来西亚马六甲州被外國勢力控制最長的時期。荷蘭人統治前後達183年，包括拿破崙戰爭（1795年－1818年）期間英國人的佔領。這段期間除了發生幾次小型的嚴重衝突外，相對上算是和平。由於荷蘭人刻意建設巴達維亞（今雅加達）成為區域性經濟與政治中心，使得马六甲的重要性在此階段逐漸衰退。
马来西亚历史学家陶德甫对于荷兰王国占领马六甲的总结：「马六甲在荷人统治之下，是比以前任何时期都为贫困，但极为太平。以前的主要敌国柔佛苏丹国和亚齐苏丹国式微之后，荷人得以控制海面，防止外来的袭击。荷人时代，偶然有米南加保人的侵擾，但除了1784年武吉斯人的一次城下战役外，沒有发生严重的围攻。大体而论，在荷人统治下，马六甲城内是安定的。如果不是荷兰东印度公司破产和欧洲方面情势的变化，荷人是可以继续统治的。」

## 建立背景
1580年，西班牙帝國的腓力二世接管葡萄牙王国后，为了全面禁止新教徒国家之间的来住，颁布封闭港口的贸易政策。1581年，原为西班牙属地的荷兰王国脱离西班牙独立，自葡萄牙里期本港口被封港后，荷兰人被禁止到里期本购买香科，此举迫使荷兰王国另觅出路，加入大航海时代。
自十七世纪初期，荷兰人为了获得香料的进口，依照前往东方冒险家的航海指南和游记，向东南亚开拓新航道，在1595年到达苏门答腊岛上的亚齐、万丹港和爪哇等地。1599年，荷兰人正式占领万丹成为香料贸易根据地。自荷兰人到达爪哇以后，即成为葡萄牙强力的竞争对手，葡属印度总督被严令全力围剿荷兰人，在1601至1602年，葡荷双方为争取香料贸易权，在爪哇和摩鹿加群岛发生两次海战，结果以葡军均战败收场。荷兰在东印度群岛的地位稳固后，于1602成立荷兰东印度公司，以国家势力为后盾，处理海外贸易、签订盟约、建立殖民地、决定战争等问题。
为了争夺马六甲海峡的控制权，荷兰人也积极将势力伸入马来亚半岛，与葡萄牙竞逐东南亚的殖民地。1602年，荷兰人与吉打和柔佛苏丹国通商，建立商业关系。1606年，荷兰王国与柔佛苏丹国结成同盟，共同围攻葡属马六甲，但被葡萄牙自果阿的援军赶到而失败。荷兰人改变战略，在海上多次痛击葡萄牙舰队，使葡军逐渐失去在马来半岛上的长期优势。1609年，荷兰东印度公司在安汶设立大本营，统辖在东印度群岛的一切事务。1619年，荷兰人占领爪哇的巴達維亞（今雅加達），在此建立堡垒，取代此前在安汶的大本营，并逐渐控制马六甲海峡，达到封锁马六甲的目的，导致葡属马六甲市场惨淡，糧食短缺。
经长期的准备后，荷兰人于1639年与柔佛苏丹国重修旧好。1640年，荷兰王国得悉葡属印度的葡萄牙舰队无力突破荷兰舰队的围困后，委任安东尼逊（Antonissoon）为征甲司令，以12艘战舰及6艘小船封锁海道，联同柔佛陆军围攻葡属马六甲，葡军在相持百餘日的围城战役中伤亡惨重。1641年1月14日，荷军在舰炮掩护下发动总攻势，葡军无力抵抗后，被迫接受荷兰人提出的荣誉投降条件，葡萄牙在隔日正式宣布投降，柔佛因为与荷兰的协约关系，也认同荷兰正式接管马六甲。

## 发展历史
荷兰东印度公司接管马六甲后，即刻要面对的一个棘手的问题是邻近马六甲北郊各米南加保人小邦，和一些特殊地区的管理，如南宁、林茂等。这些地区多以种植窶葉为生，在葡属马六甲时代，这地区小邦归马六甲管辖，经常和马六甲通商，将土产和錫米售予马六甲。1641年，荷兰人在占领马六甲后，与各个酋长签订协约；承认荷兰人的特权，不得荷兰的允许不得与他国贸易，且保证每个月以总产额的十分之一进贡马六甲，保证不再侵扰马六甲及其市郊地区。荷兰人为了执行这些协约，隔年派遗士兵封锁这些地区的河流，截夺米加南保人的船只。
南宁和林茂的米南加保人不願受到荷兰人如此过分的约束，经常联合其他同样受到压迫的地区反抗荷兰人，荷兰人之后不断派军队鎮压，结果引发30多年的战乱，消磨了荷兰东印度公司不少财力和兵力。1643年，南宁和林茂的米南加保人展开反对荷兰人的叛乱行动，经过多次剿灭后，终在1646年，南宁向荷兰求和，但之后又发起多次叛乱。
1765年以后，荷兰人意识到南宁和林茂难以掌控，同时这些地区太过贫穷，尤其在贫困的季节，所得还不能抵銷支出，要这些地区交出荷兰规定的税品，简单天方夜谭。荷兰只得改为接受名义上的进贡，献出象征式的贡品，如六担白米即可。最后，荷兰东印度公司也永久放弃这些地区的所有权和割让权的要求。

### 霹雳与吉打
荷兰占领马六甲的目的本为垄断马来西亚的錫产，为了取得錫矿的专利权，常与霹雳与吉打等出产錫米的地区发生摩擦。1349年前，荷兰与霹雳的宗主国亚齐苏丹国签订契约，允许荷兰向霹雳採购錫米。荷兰占领马六甲后，曾与霹雳协议停止所有对外贸易和在当地建立工厂。霹雳苏丹在迫于压力下屈服，但对协议内容并非全面实行。荷兰人之后变本加厉，在1644年和1648年两度封锁霹雳海岸，联同宗主国亚齐一起下令，限制霹雳的贸易。1651年，极度不满的马来人在天猛公带领下，破坏荷兰的工厂和杀害驻扎霹雳的荷兰人，一度将荷兰人驱逐出境。1655年，荷兰与亚齐再次重新与霹雳签订贸易协订，承认荷兰和亚齐平分錫米的购买权和赔偿损失。1670年，荷人在邦咯岛建筑小型炮台戍守，后在1690年放弃，之后在1745年又重新修筑，1758年后移往霹雳河上游的丹绒布都市（Tanking Putun），最后在1795年移交大英帝国接管。
吉打在马六甲苏丹王朝灭亡后归属暹罗，后被亚齐占领。1606年，荷兰东印度公司与吉打建立关系。1641年，荷兰占领马六甲后，吉打苏丹与荷兰签订协议，答应将一半錫产贩卖给荷兰人，但吉打不准在荷兰沒有允许下与他国通商。吉打並不理会这些限制，继续和印度、北大年、六坤和彭亨输出大量商品。1654年，荷兰在吉打建立交易所，专營錫米、布料和象牙等货物。1658年，荷兰商船有9名水手被马来人杀害，荷兰借此封锁吉打港口，但成效不大。1674年，暹罗派遣军舰攻打吉打，荷兰舰队协助吉打击退暹罗海军。1702年，吉打王室发生内乱，米加南保人和武吉斯人的介入，令荷兰对吉打的控制开始力不从心，加上与大英帝国竞争东南亚的殖民地发展，而逐渐放弃对吉打的贸易。

## 政治制度

### 行政政策
荷兰人将马六甲设为巴達維亞（今雅加達）属下的一个郡，马六甲總督由巴達維亞统督直辖，下设卫戍司令、商务官、律政司、财务官、工务局长和港务局长等职务，他们组成一个受巴達維亞节制的议会，处理一切军政事物。为了加强各不同种族的管理，荷兰人继续沿用甲必丹制度，专事处理各民族发生的小纠纷和向政府交涉的一切事宜。荷属马六甲时代，著名的华人甲必丹有鄭啓基（鄭芳揚）和李为经，两人于1673年共同创立「青雲亭」，也是甲必丹的办公处，是今天全馬最早建立的華人寺廟，已被記入世界遺產。另外，李为经也购置三宝山作为华人公塚。

### 宗教政策
在宗教政策方面，荷兰人不似葡萄牙人般具有强烈的传教意识，荷兰人並不太注意传教工作，只是专注于商业利益，对其它宗教则採取宽容政策。荷兰东印度公司初时只有两名牧师专责传教，直到1753年建立基督教堂在政府办公室附近，规定凡是公司人员，必须朝夕祈祷和进行礼拜。基督教堂并不完全是宗教因素，而是庆祝荷兰占领马六甲一百周年而建。而葡萄牙建立的聖保罗教堂则被改作墳场，教堂屋顶改工修筑，以便架设大炮防御。荷兰人曾有一段时间，因为长期在欧洲与舊教国家西班牙的战争，而排斥天主教。故于1646年下令禁止马六甲的天主教徒集中弥撒，並将各教堂拆毀或改为住宅，天主教徒直到1767年才获得公开自由活动及建立教堂的自由。大体而论，荷兰人统治下的马六甲很少有强迫異教徒改教的企图，对东方的宗教也没有仇视的心理。

### 糧食管理
自马六甲建国以来，糧食问题始终沒有一个妥善的解决方法，马六甲无法自给自足，主要依赖爪哇和暹罗的米糧；一旦处于战争围城状态，米糧的来源一定会出现问题。荷兰东印度公司接手马六甲后，对糧食的管理非常严格，除了建立糧仓妥善保存糧食，荷兰人也积极鼓励人民墾荒从事糧食生产，也在马六甲河上游处开闢农场，但该地区常受到米南加保人袭击，所以收成不穩定，效果也不理想。荷兰人改为将糧食囤积在爪哇、暹罗和苏门答腊岛等地，糧食经海运入港后，由政府专员管理和统治，没有当局批准，不许发给任何食物给予个人或船舶，只有政府官员可以按照官階每月获得配给。

### 商业政策
马六甲因为葡萄牙以海盗式的贸易政策，其作为东西交通贸易的港口地位已经一落千丈，荷兰人统治时期，这种地位更加一去不复返。由于荷兰人占领的目的只是利用马六甲垄断马来半岛的锡米贸易，加上荷兰人自1619年占领巴達維亞后，便将其发展为东方的贸易中心，很快就取代马六甲成为重要港口，荷兰人从来没有想过讓马六甲和巴達維亞相互争衡之意。
马六甲在荷兰人的统治下，港口地位不曾有所恢复，主要是荷兰人抽取比葡萄牙更为沉重的关税，而且变动不定，甚至所徵收的税会因国别而有所不同。同时，荷兰人在马六甲海峡巡逻，实行贸易垄断政策，规定錫米、胡椒和松香等货物不课税，但必须廉价卖给荷兰东印度公司，这些政策都足以令商人卻步。因此，进入马六甲的商品极少，主要是荷兰东印度公司需要的货物和糧食，停泊的商船也只为了食水補给，並不在此起卸货物。结果导致马六甲财政经常入不敷出，必须依赖巴達維亞的津贴；荷兰东印度公司也不会为无法获利的地方消耗大量金钱，港口面对泥沙淤积，也沒有进行疏浚，导致大船无法驶入，沦为只能停泊小船的小码头。
由于马六甲港口地位沒落，直接影响到马六甲海峡的重要性，而荷兰人东来的航线是自好望角横渡印度洋到万丹港口，这比经马六甲海峡需时更短，因此，巽他海峡也慢慢取代马六甲海峡，成为欧亚交通的要道。

### 文化政策
荷兰统治马六甲的时间比葡萄牙久，但荷兰人沒有在当地积极发展商业和传教等事务，也不鼓励官员士兵与当地民族通婚，因此荷兰对马来半岛的文化沒有产生很大的作用。

## 历任马六甲首长
马六甲是荷兰东印度公司的一个殖民地。马六甲的所有主要行政长官都是受荷兰在巴達維亞（今雅加達）管辖，除了在拿破仑战争期间该城市由大英帝国统治的短暂时期。首长名单如下：
| 總督                               | 上任 | 解任 |
| ---------------------------------- | ---- | ---- |
| Johan van Twist                    | 1641 | 1642 |
| Jeremias van Vliet                 | 1642 | 1645 |
| Arnout de Vlamingh van Oudtshoorn  | 1645 | 1646 |
| Jan Thyszoon Payart                | 1646 | 1662 |
| Jan van Riebeeck                   | 1662 | 1665 |
| Balthasar Bort                     | 1665 | 1679 |
| Jacob Joriszoon Pits               | 1679 | 1680 |
| Cornelis van Quaelberg             | 1680 | 1684 |
| Nikolaas Schaghen                  | 1684 | 1685 |
| François Tack                      | 1685 | 1686 |
| Dirk Komans (1st time)             | 1686 | 1686 |
| Thomas Slicher                     | 1686 | 1691 |
| Dirk Komans (2nd time)             | 1691 | 1692 |
| Gelmer Vosberg                     | 1692 | 1697 |
| Goevert van Hoorn                  | 1697 | 1700 |
| Bernhard Phoonsen                  | 1700 | 1704 |
| Johan Grotenhuys (acting)          | 1704 | 1704 |
| Karel Bolner                       | 1704 | 1707 |
| Pieter Rooselaar                   | 1707 | 1709 |
| Willem Six                         | 1709 | 1711 |
| Willem Moerman                     | 1711 | 1717 |
| Herman van Suchtelen               | 1717 | 1726 |
| Johan Frederik Gobius              | 1726 | 1730 |
| Pieter Rochus Pasques de Chavonnes | 1730 | 1735 |
| Roger de Laver                     | 1735 | 1741 |
| Willem Bernard Albinus             | 1741 | 1748 |
| Pieter van Heemskerk               | 1748 | 1753 |
| Willem Dekker                      | 1753 | 1758 |
| David Boelen                       | 1758 | 1764 |
| Thomas Schippers                   | 1764 | 1771 |
| Jan Crans                          | 1771 | 1775 |
| Pieter Gerardus de Bruijn          | 1775 | 1788 |
| Abraham Couperus                   | 1788 | 1795 |

| 常駐官                                 | 上任 | 解任 |
| -------------------------------------- | ---- | ---- |
| Archibald Brown                        | 1795 | 1795 |
| Thomas Parr                            | 1795 | 1796 |
| Richard Tolson                         | 1796 | 1797 |
| David Campbell                         | 1797 | 1798 |
| Aldwell Taylor                         | 1798 | 1803 |
| Willem Jacob Cranssen (Dutch Governor) | 1802 |      |
| William Farquhar                       | 1803 | 1818 |

| 總督                           | 上任 | 解任 |
| ------------------------------ | ---- | ---- |
| Jan Samuel Timmermann Thijssen | 1818 | 1822 |
| Adriaan Koek (acting)          | 1822 | 1824 |
| Hendrik Stephanus van Son      | 1824 | 1825 |